# MGM 리조트 인터내셔널

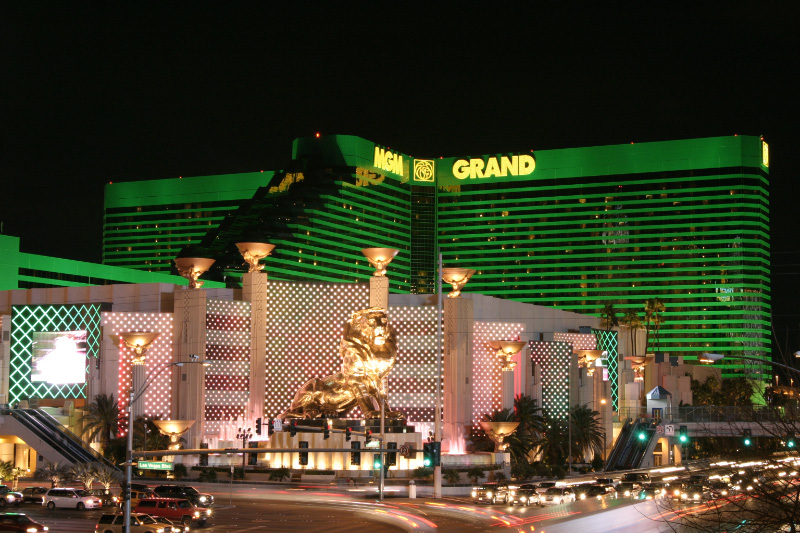

MGM 리조트 인터내셔널(MGM Resorts International)은 네바다주 패러다이스에 본사가있는 카지노 리조트 운영 회사. 회장 겸 CEO는 빌 혼버클이다. MGM 리조트는 MGM 그랜드와 미라지 리조트와의 합병으로 2000년 5월 31일 MGM 미라지로 설립. 현재는 시저스 엔터테인먼트에 이어 세계 2위 카지노 호텔 체인이다. 2010년 7월 15일 주주 투표에서 MGM 리조트 인터내셔널로 개칭했다.

## 같이 보기
- 미첼롭 울트라 아레나
- T-모바일 아레나